# Thorstein Kråkenes
Thorstein Kråkenes, född 3 april 1924 i Fana, död 17 september 2005 i Bønes i Bergens kommun, var en norsk roddare.
Kråkenes blev olympisk bronsmedaljör i åtta med styrman vid sommarspelen 1948 i London.